# Sven Tägil
Sven Otto Tägil, född 15 december 1930 i Lund, är en svensk historiker och professor emeritus.
Sven Tägil disputerade 1962 på avhandlingen Valdemar Atterdag och Europa och blev docent i historia vid Lunds universitet samma år. Han blev universitetslektor vid Linköpings universitet 1970 och var professor i empirisk konfliktforskning vid Humanistisk-samhällsvetenskapliga forskningsrådet med placering vid Lunds universitet 1975–1995. Han har också varit projektledare för riksbanksfonden från 1970, Sekretariatet för framtidsstudier från 1975 och blev ordförande i temarådet vid Linköpings universitet 1980.
I Tägils bibliografi märks bland annat Valdemar Atterdag och Europa (1962), Första och andra världskrigets utbrott (1970) och Europa, quo vadis? Integration och splittring i tid och rum (2007). Tägil har även medverkat i TV-programmet Fråga Lund.

## Utmärkelser, ledamotskap och priser
- Ledamot av Vetenskapssocieteten i Lund (LVSL, 1968)[1]